# Reichenbuch (Gemünden am Main)
Reichenbuch ist ein Gemeindeteil der Stadt Gemünden am Main im unterfränkischen Landkreis Main-Spessart in Bayern.

## Beschreibung
Der Weiler liegt auf 283 m ü. NHN am oberen Ende eines Seitentals der Fränkischen Saale. Südöstlich befindet sich der als Naturdenkmal ausgewiesene Reichenbucher See.
Erstmals wurde Reichenbuch im Jahr 1189 als Richartsbuch erwähnt.